# 해피 아워

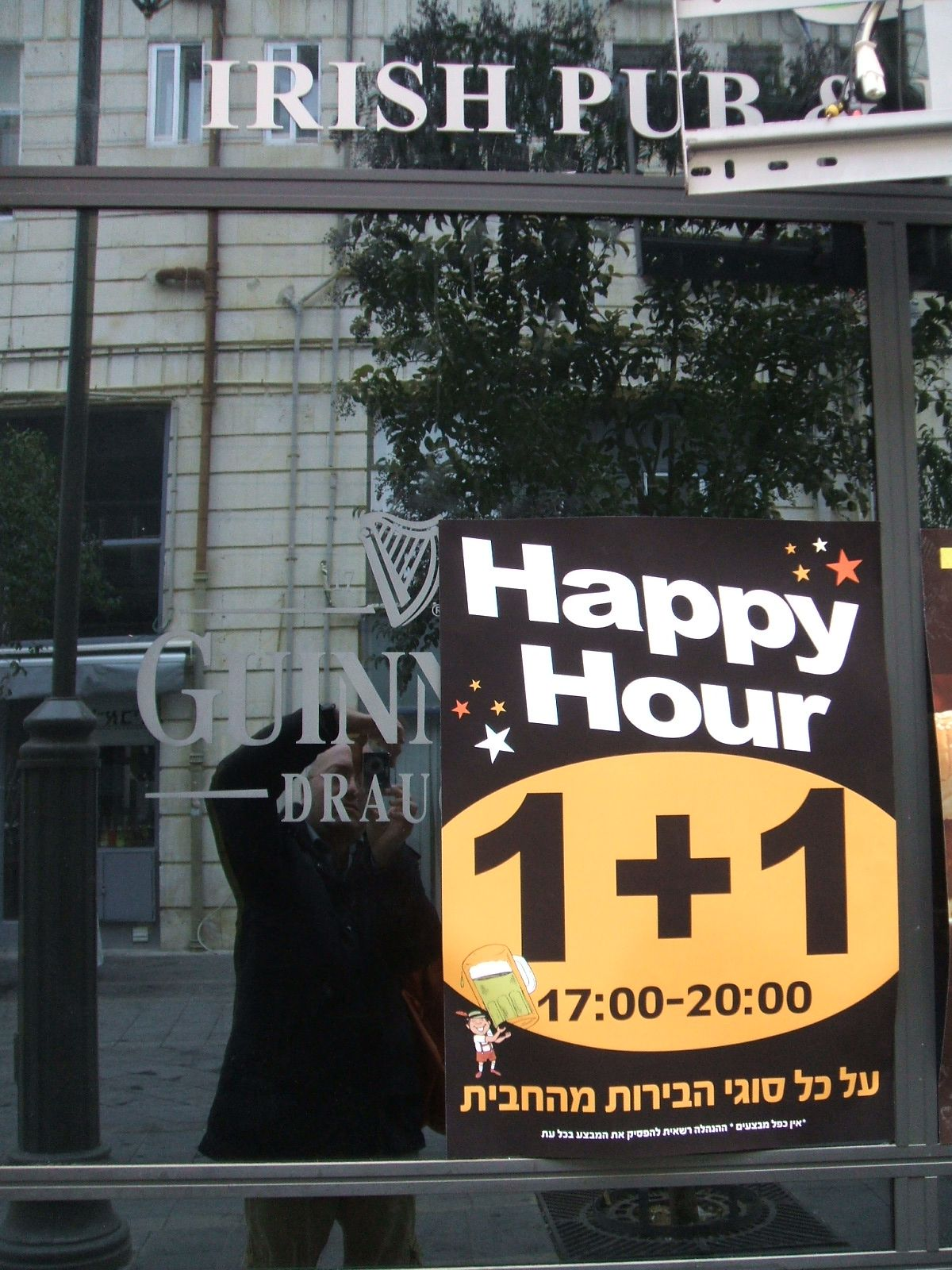
예루살렘 술집에 있는 해피 아워 표시로, 생맥주 1병 구매 시 1병 무료라고 적혀 있다.

해피 아워(Happy hour)는 음식점이나 술집에서 맥주, 와인, 칵테일 등 주류를 할인하는 시간대를 말한다.